# イタパジペ

イタパジペの位置

イタパジペ (Itapagipe) は、ブラジル・ミナスジェライス州西部の町。南端の境界線をサンパウロ州と接している。2007年の調査によれば、人口は14,019人、自治体の面積は1,795 km²だった。
イタパジペの名はトゥピ・グアラニー語の「固い（パジペ）岩（イタ）」に由来する。この町の主産業は牧畜等の農業である。